# 滋賀県道・三重県道49号甲南阿山伊賀線
滋賀県道・三重県道49号甲南阿山伊賀線（しがけんどう・みえけんどう49ごう こうなんあやまいがせん）は、滋賀県甲賀市から三重県伊賀市に至る主要地方道（滋賀県道・三重県道）である。

## 概要
滋賀県と三重県を南北に結ぶ幹線道路のひとつで、滋賀県甲賀市甲南町矢川橋東交点を起点に三重県伊賀市西之沢交点に至る。

### 路線データ
- 起点：滋賀県甲賀市
- 終点：三重県伊賀市

## 歴史
- 1993年（平成5年）5月11日 - 建設省（現・国土交通省）から、一般県道槇山甲南線・一般県道甲南上野線の一部が甲南阿山伊賀線として主要地方道に指定される[1]。
- 1994年（平成6年）4月1日 - 滋賀県と三重県が路線認定。これに伴い、一般県道甲南上野線（滋賀県道132号、三重県道418号）と一般県道槇山甲南線（滋賀県道536号、三重県道772号）を廃止。

## 路線状況

### 重複区間
- 三重県道50号伊賀信楽線（伊賀市槙山 地内）

## 地理

### 通過する自治体
- 滋賀県甲賀市
- 三重県伊賀市

### 交差する道路
- 滋賀県道4号草津伊賀線（甲賀市甲南町杉谷、起点）
- 滋賀県道132号甲南阿山線（甲賀市甲南町杉谷）
- 滋賀県道337号柑子塩野線（甲賀市甲南町新治）
- 甲賀広域営農団地農道 滋賀県道337号柑子塩野線（甲賀市甲南町新治）
- 三重県道132号甲南阿山線（伊賀市槙山）
- 三重県道50号伊賀信楽線（伊賀市槙山）
- 三重県道50号伊賀信楽線（伊賀市槙山）
- 三重県道775号甲賀阿山線（伊賀市川合）
- 三重県道674号河合丸柱線（伊賀市千貝）
- 三重県道673号上友田円徳院線（伊賀市馬場）
- 国道25号・三重県道679号川東佐那具線（伊賀市西之澤）

### 沿線にある施設など
- 三桜工業 滋賀工場
- 宮乃温泉
- 菩願寺
- 甲賀市立甲南西保育所
- 岩附神社
- バードウィングカントリークラブ（政所コース、阿山コース）
- ジャパンクラシックカントリー倶楽部
- あやまふれあい公園（B&G財団阿山海洋センター、ふるさと資料館、ふるさとの森会館）
- 道の駅あやま
- あやま文化センター（伊賀市上野図書館阿山図書室）
- 伊賀市立阿山中学校
- 伊賀市役所 阿山支所
- 伊賀市立河合小学校
- 名阪チサンカントリークラブ